# Lawrence xứ Ả Rập (phim)
Lawrence xứ Ả Rập (tiếng Anh: Lawrence of Arabia) là một bộ phim sử thi năm 1962 của Anh do Anh và Hoa Kỳ đồng làm phim, dựa trên cuộc đời của đại tá T. E. Lawrence. Đạo diễn David Lean, nhà sản xuất người Áo Sam Spiegel (hãng Horizon Pictures) của Anh), biên kịch Robert Bolt và Michael Wilson. (Lean và Spiegel cũng cùng hợp tác trong Cầu sông Kwai), vai nam chính Peter O'Toole. Bộ phim thường được xem như một trong những tác phẩm điện ảnh vĩ đại nhất trong lịch sử. Phần âm nhạc bởi Maurice Jarre, Super Panavision 70 và quay phim Freddie Young cũng đều được đánh giá rất cao.
Bộ phim xoay quanh cuộc sống của nhân vật lịch sử có thật T. E. Lawrence tại Ả Rập thời thế chiến I, đặc biệt là trận tấn công của ông vào Aqaba, Damascus và sự tham gia của ông vào Hội đồng Quốc gia Arab (ANC). Lawrence còn trải qua cuộc giằng xé lương tâm khi chứng kiến bạo lực trong chiến tranh, sự tàn bạo của quân Thổ và số phận của những bộ lạc sống trên sa mạc yếu ớt, về bổn phận với quốc gia và về nhận thức bản thân mình là ai.

## Nội dung

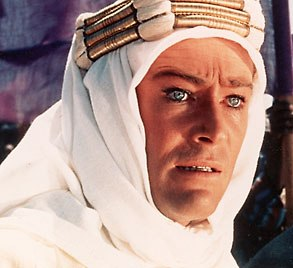
Peter OToole trong vai Lawrence

Phim bắt đầu bằng cảnh Lawrence như một thường dân lái xe mô tô xuống một con đường nông thôn hẹp ở Anh và bị tai nạn giao thông dẫn đến tử vong khi ông cố tránh va chạm với hai người đi xe đạp. Tang lễ của ông diễn ra tại nhà thờ Thánh Paul. Các phóng viên cố tìm hiểu về người đàn ông bí ẩn này từ những người biết về ông, nhưng họ chỉ thu được rất ít thông tin. Sau đó, phim đưa khán giả trở lại Cairo trong Thế chiến I, Lawrence đang là một trung úy trong quân đội viễn chinh Anh và nổi tiếng nhờ sự ngạo mạn và kiến thức về bộ lạc Bedouin. Dù bị tướng Murray (Donald Wolfit) nghi ngờ về năng lực, anh vẫn được ông Dryden (Claude Rains) của văn phòng Ả Rập gửi đến giúp ông Hoàng Feisal (Alec Guinness) trong cuộc nổi dậy chống lại quân Thổ, đồng minh của Đức.
Trong cuộc hành trình của mình, người Bedouin hướng dẫn anh bị tộc trưởng Ali (Omar Sharif) giết vì uống nước từ giếng của ông ta mà không xin phép. Ngay bên ngoài lều trại của Feisal, Lawrence gặp sĩ quan giám sát của mình, đại tá Brighton (Anthony Quayle), và ngài ra lệnh cho anh giữ im lặng trước khi giới thiệu anh với ông Hoàng rồi bỏ đi.
Nhưng Lawrence đã bỏ qua những mệnh lệnh này khi trò chuyện với Feisal. Tính cách thẳng thắn của anh gây ấn tượng cho ông Hoàng. Brighton khuyên lãnh tụ Ả Rập rút lui sau một thất bại lớn, nhưng Lawrence tiến cử giải pháp thay thế: tấn công thành phố chiến lược Aqaba. Nếu chiếm được thành phố này, nó sẽ cho quân Anh một cảng để bốc dỡ những tiếp tế cho quân nổi dậy, đồng thời bảo vệ họ chống lại một cuộc tập kích từ phía biển. Lawrence thuyết phục Feisal cho anh 50 người, trong đó có Sherif Ali và hai thanh niên mồ côi Daud (John Dimech) và Farraj (Michel Ray) vốn là người hầu cận của anh. Toán quân băng qua sa mạc Nefud khắc nghiệt mà chính người Bedouin còn phải ngán ngại. Họ đi suốt ngày đêm để sớm đến nơi có nước uống. Gasim (I. S. Johar), một thành viên trong đoàn bị ngủ gật và ngã khỏi lạc đà khi đêm xuống mà không ai hay biết. Những người còn lại đến được ốc đảo, nhưng Lawrence quyết định quay trở lại tìm đồng đội, dù biết làm vậy là nguy hiểm tính mạng. Khi anh cứu được Gasim, Ali thực sự cảm kích và chấp nhận anh là bạn. Sau đó Lawrence gặp Auda abu Tayi (Anthony Quinn), lãnh đạo bộ lạc Howeitat đầy quyền lực cai quản khu vực này và thuyết phục Tayi chống lại quân Thổ.
Kế hoạch của Lawrence tưởng như bị phá sản, khi một người của Ali giết thủ hạ của Auda vì nợ máu. Anh tuyên bố sẽ tự mình xử kẻ sát nhân, nhưng sững sờ khi biết đó chính là Gasim, người anh đã cứu. Dù vậy, Lawrence vẫn bắn Gasim như động thái nhằm xóa bỏ hận thù giữa hai bộ tộc. Liên minh được tái lập, đoàn quân tiến đến Aqaba và chiếm được thành phố một cách không mấy khó khăn. Lawrence trở về Cairo để báo tin chiến thắng cho tướng Dryden và chỉ huy mới của anh, tướng Allenby (Jack Hawkins). Nhưng dọc đường, Daud chết khi ngã vào xoáy cát. Lawrence được thăng hàm thiếu tá, được cho vũ khí và tiền để chi viện cho người Ả Rập. Anh hỏi Allenby có phải liệu điều người Ả Rập nghi ngờ, quân Anh sẽ chiếm đất nước họ sau khi quân Thổ rút đi là đúng? Vị tướng nói ông không phải là nhà chính trị, nên không thể trả lời câu hỏi này. Nhưng sau đó ông lại khẳng định quân Anh không hề có ý đồ này.
Được giải tỏa mối nghi ngờ, Lawrence mở cuộc chiến tranh du kích, đánh tan nhiều chuyến tàu hỏa của người Thổ và liên tục quấy rối phe địch. Phóng viên chiến trường Mỹ Jackson Bentley (Arthur Kennedy) biến anh thành người nổi tiếng thế giới, bằng cách công bố những chiến công của anh. Khi mùa đông đến, nhiều người bộ lạc trở về nhà nên quân số ngày một mỏng dần khó có thể tiếp tục cuộc chiến. Trong một cuộc bố ráp, Farraj bị thương nặng trong lúc đặt thuốc nổ trên đường ray. Để tránh cho Farraj lọt vào tay quân Thổ và bị tra tấn, Lawrence buộc phải bắn chết đồng đội trước khi đào thoát. Chỉ còn 20 người, anh cùng Ali cải trang lẻn vào thành phố Daraa đang bị quân Thổ chiếm giữ. Họ bị bắt cùng với nhiều người Ả Rập khác và được đưa đến trình diện tướng Thổ Bey (Jose Ferrer). Tại đây Lawrence phát hiện ra Tướng Bey là một người đồng tính và có ý xâm hại anh, Lawrence cự tuyệt ông ta để rồi bị quân Thổ đánh đập một cách tàn nhẫn và bị ném ra ngoài đường. Nếm trải những kinh nghiệm đau thương, Lawrence ngưng chiến đấu và tìm cách trở lại cuộc sống bình thường.
Đến Jerusalem, Allenby khuyên anh quay về với hàng ngũ và tham gia cuộc tấn công lớn vào Damascus và hứa sẽ cung cấp tiền bạc cùng khí tài quân sự đầy đủ cho anh. Lúc đó Lawrence đã là một người khác, độc ác hơn. Anh ra lệnh giết chứ không giữ tù nhân, dẫn đến cuộc thảm sát những người lính Thổ tháo chạy tại Tafas. Đa số người tham gia đạo quân của Lawrence là vì tiền hơn là vì người Ả Rập. Dù vậy, họ vẫn chiếm được Damascus trước Allenby. Người Ả Rập thành lập một hội đồng để cai quản thành phố, nhưng hành xử công việc như những người xuất thân từ các bộ lạc, chứ không từ một quốc gia. Không có điện, điện thoại và nước, họ thường xuyên đụng độ với nhau và không lâu sau giao gần hết Damascus cho người Anh. Lawrence được thăng hàm Đại tá rồi quy cố hương, chuyển những cuộc thương lượng chia sẻ quyền hành cho ông Hoàng Faisal, người Anh và người Pháp.

## Giải thưởng và vinh dự

### Giải Oscar
Lawrence of Arabia đoạt được 7 giải Oscar
- Phim hay nhất — Sam Spiegel
- Đạo diễn xuất sắc nhất — David Lean
- Chỉ đạo nghệ thuật xuất sắc nhất — John Box, John Stoll & Dario Simoni
- Quay phim xuất sắc nhất — Freddie Young
- Nhạc phim — Maurice Jarre
- Biên tập — Ann V. Coates
- Âm thanh — John Cox

Phim được đề cử cho
- Nam chính xuất sắc nhất — Peter O'Toole
- Nam phụ xuất sắc nhất — Omar Sharif
- Kịch bản chuyển thể hay nhất — Robert Bolt & Michael Wilson

### Giải BAFTA
Lawrence of Arabia đoạt 4 giải BAFTA
- Phim hay nhất — Sam Spiegel, David Lean
- Phim Anh hay nhất — Sam Spiegel, David Lean
- Nam chính người Anh xuất sắc nhất — Peter O'Toole
- Biên kịch xuất sắc nhất — Robert Bolt và Michael Wilson

Đề cử
- Nam chính nước ngoài xuất sắc nhất — Anthony Quinn

### Giải Quả cầu vàng
Lawrence of Arabia  giành được 5 giải Quả cầu vàng:
- Phim chính kịch — David Lean, Sam Spiegel
- Đạo diễn xuất sắc nhất — David Lean
- Nam diễn viên phụ xuất sắc nhất — Omar Sharif
- Ngôi sao trẻ triển vọng, nam — Omar Sharif
- Quay phim màu xuất sắc nhất — Freddie Young

Đề cử
- Ngôi sao trẻ triển vọng, nam — Peter O'Toole

### Giải thưởng khác
Giải của Nghiệp đoàn đạo diễn Mỹ
- Cống hiến nổi bật - David Lean

Giải David di Donatello
- Phim nước ngoài xuất sắc nhất - Sam Spiegel

Hiệp hội nhà quay phim Anh
- Quay phim xuất sắc nhất - Freddie Young

Hiệp hội báo chí điện ảnh quốc gia Italia
- Đạo diễn phim nước ngoài xuất sắc nhất - David Lean

Giải Kinema Junpo
- Phim nước ngoài xuất sắc nhất - David Lean

Ban quốc gia xem xét phim điện ảnh Mỹ
- Đạo diễn xuất sắc nhất - David Lean

Nghiệp đoàn kịch tác gia Anh
- Kịch bản Anh xuất sắc nhất - Robert Bolt, Michael Wilson

Danh sách của Viện phim Mỹ
- 1998 100 phim hay nhất #5
- 2001 Danh sách 100 phim rùng rợn và ly kỳ của Viện phim Mỹ # 23
- 2003 100 anh hùng và kẻ phản diện:
  - T.E. Lawrence, anh hùng #10
- 2005 Danh sách 100 năm nhạc phim của Viện phim Mỹ #3
- 2006 100 phim truyền cảm hứng #30
- 2007 100 phim hay nhất (đính chính) #7
- 2008 10 phim thuộc 10 thể loại - #1 Phim sử thi